# Oval X-Treme de Calgary
L'Oval X-Treme de Calgary est une équipe féminine professionnelle de hockey sur glace qui évolue dans la première Ligue nationale de hockey féminin (LNHF) de 2002 à 2004 avant de rejoindre de la Ligue féminine de hockey de l'Ouest (WWHL) jusqu'en 2009. 
L'Oval X-treme  joue ses matchs à domicile au Olympic Oval de Calgary en Alberta.

## Histoire
L'équipe est fondée en 1995 en tant qu'équipe amateur de hockey féminin, développant rapidement une rivalité saine avec leurs compatriotes du nord, les Chimos d'Edmonton (en). En 2002, les Oval X-Treme sont approchés, en compagnie des Chimos, pour joindre la Ligue nationale de hockey féminin crée en 1999. Les deux équipes joignent les Griffins de Vancouver (en) afin de former la division ouest de la LNHF. À sa première saison dans la LNHF, les Oval X-Treme remporte le titre de la division et se qualifie pour les séries de fin de saison. La finale oppose l'Oval X-Treme de Calgary aux Aeros de Beatrice. L'Oval X-treme de Calgary remporte le match 3-0 et gagne le Championnat LNHF 2002-2003 .
Qualifié pour le Tournoi national féminin Esso (en) de 2003, l'Oval X-Treme représente l'Alberta et affronte en finale le Thunder de Brampton représentant l'Ontario . L'Oval X-Treme gagne la finale par un score de 6-3 devant plus de 1100 supporteurs au Saskatchewan Place Arena. Samantha Holmes (en) marque deux buts tandis Colleen Sostorics et Delaney Collins (en) obtiennent chacune deux mentions d'aide. Avec cette victoire, l'équipe de Calgary reçoit la Coupe Abby Hoffman.  Dana Antal (en) du Oval X-Treme Calgary et Jayna Hefford du Thunder sont élues joueuses ex æquo de la finale.
Après la saison 2003-2004, où les Chimos et Oval X-Treme passent la saison complète à s'affronter dans la même division, ceci à cause des coûts du transport, les deux franchises quittent la LNHF pour joindre la Ligue féminine de hockey de l'Ouest (WWHL). 
Gina Kingsbury rejoint l'équipe en 2006. Elle marque 31 points (11 buts, 20 aides) en 19 matchs pour permettre aux Oval X-Treme de remporter le championnat national féminin Esso une seconde fois . Lors de sa deuxième saison avec l'équipe, elle marque 20 buts et 25 assistances en 23 matchs.
En 2009-2010, l'Oval X-Treme suspend ses activités. Ceci en partie dû au fait que l'équipe nationale canadienne est basée à Calgary et qu'un grand nombre des joueuses du Oval X-Treme incluant Hayley Wickenheiser, Danielle Goyette et Cassie Campbell sont membres de l'équipe nationale. Ceci explique également que les Oval X-Treme sont une équipe très puissante au cours des saisons, gagnant cinq fois de suite le championnat de la WWHL et compilant une fiche de 95-3-2-1 dans leurs cinq dernières saisons.
Ayant initialement prévue de reprendre pour la saison 2010-2011, l'Oval X-Treme repousse son retour pour la saison suivante. Cependant, l’effondrement de la ligue WWHL en 2011 empêche ce retour et l'équipe n'est pas relancée.

## Bilan par saisons
| Saison    | PJ | V | VP | D | BP | BC | Pts | Classement                 | Séries éliminatoires                   |
| --------- | -- | - | -- | - | -- | -- | --- | -------------------------- | -------------------------------------- |
| 2002-2003 |    |   |    |   |    |    |     | Termine 1re Division Ouest | Champion de la LNHF Coupe Abby Hoffman |
| 2003-2004 |    |   |    |   |    |    |     | Termine 1re Division Ouest | Champion de la LNHF                    |

| Saison    | PJ | V | VP | D | BP | BC | Pts | Classement  | Séries éliminatoires                    |
| --------- | -- | - | -- | - | -- | -- | --- | ----------- | --------------------------------------- |
| 2004-2005 |    |   |    |   |    |    |     | Termine 1re | Champion de la WWHL                     |
| 2005-2006 |    |   |    |   |    |    |     | Termine 1re | Champion de la WWHL                     |
| 2006-2007 |    |   |    |   |    |    |     | Termine 1re | Champion de la WWHL' Coupe Abby Hoffman |
| 2007-2008 |    |   |    |   |    |    |     | Termine 1re | Champion de la WWHL                     |
| 2008-2009 |    |   |    |   |    |    |     | Termine 1re | Éliminé en finale 0-2 Minneosta         |

## Encadrement (2008-2009)
- Directeur général : Kathy Berg
- Entraineur-chef : Bjorn Kinding
- Entraineur adjoint : Bart Doan

## Palmarès
- Vainqueur Division ouest de la LNHF : 2003, 2004
- Champion de la ligue LNHF : 2003, 2004
- Champion de la saison régulière de la WWHL : 2005, 2006, 2007, 2008, 2009
- Champion de la ligue WWHL : 2005, 2006, 2007, 2008
- Vainqueur du Tournoi national féminin Esso (en) : 1998, 2001, 2003, 2007.

## Joueuses notables
- Dana Antal (en)
- Kelly Bechard (en)
- Tessa Bonhomme
- Cassie Campbell
- Delaney Collins (en)
- Molly Engstrom
- Danielle Goyette
- Chanda Gunn (en)
- Samantha Holmes (en)
- Gina Kingsbury
- Kim McCullough
- Carla MacLeod
- Cherie Piper
- Colleen Sostorics
- Hayley Wickenheiser